# Национальные символы Перу
Национальные символы Перу — символы, которые используются в Перу, чтобы представлять то, что уникально для нации, отражая различные аспекты культурной жизни и истории.

## Официальные символы
Официальные символы Перу устанавливаются законом и конституцией Перу (статья 49).
|                   | Символ                 | Фотография                                                     | Принят                |
| ----------------- | ---------------------- | -------------------------------------------------------------- | --------------------- |
| Флаг              | Флаг Перу              | National Flag                                                  | 25 февраля 1825 года  |
| Национальный гимн | Национальный гимн Перу | Somos libres, seámoslo siempre Помощь по воспроизведению файла | 19 сентября 1821 года |
| Герб              | Герб Перу              | Coat of Arms of Peru                                           | 25 февраля 1825 года  |

## Неофициальные символы
|                       | Символ           | Фотография         | Примечания                                              |
| --------------------- | ---------------- | ------------------ | ------------------------------------------------------- |
| Национальный цветок   | Кантуа           | Cantuta buxifolia  | Неофициальный цветок-символ                             |
| Национальное животное | Викунья          | Vicugna vicugna    | Неофициальное животное-символ, изображено на гербе Перу |
| Национальная птица    | Скальный петушок | Rupicola peruviana | Неофициальная птица-символ                              |
| Национальные цвета    |                  | Red White          | Неофициальный национальный символ                       |
| Кокарда               | Кокарда Перу     | Cockade            | Неофициальный национальный символ                       |

## Значимые культурные символы
|            | Фотография   | Примечания                             |
| ---------- | ------------ | -------------------------------------- |
| Мачу-Пикчу | Machu Picchu | Руины города инков Мачу-Пикчу          |
| Кола Инков | Machu Picchu | Сладкий жёлтый безалкогольный напиток. |